# Eublemma ochreola
Eublemma ochreola is een vlinder van de familie van de spinneruilen (Erebidae). De wetenschappelijke naam van deze soort is voor het eerst voorgesteld als Thalpochares ochreola door Otto Staudinger in een publicatie uit 1900.
De soort komt voor in Noord-Macedonië, Griekenland, Turkije, Armenië en Iran.